# Gyorgy Dragoman
György Dragomán ( Rumania, 1973) es un autor y traductor literario húngaro. Su obra más conocida El rey blanco (2005) ha sido traducida a un mínimo de 28 idiomas.
Nació en Târgu Mureş (Marosvásárhely) Transilvania, Rumanía. En 1988, su familia se trasladó a Hungría. Cursó estudios universitarios en Budapest, obteniendo la licenciatura en inglés y filosofía. Ha recibido varios premios literarios por su obra, como el premio Sándor Márai.
Su primera novela, Genesis Undone, fue publicada en 2002. No obstante la fama como escritor ha sido gracias a su segunda obra, El rey blanco, recibiendo una favorable crítica de revistas y periódicos como The New York Times.
Dragomán vive actualmente en Budapest con su mujer y sus dos hijos.